# 道長四天王
道長四天王（みちながしてんおう）は藤原道長に仕え、広く知られた4人の優良な武士である。

## 概要
鎌倉時代中期に成立した教訓説話集「十訓抄」（じっきんしょう）にも記されているほどの武士たちであり「四天王」（してんおう）とも呼ばれていた。「源頼信」（みなもとの よりのぶ）、「藤原保昌」（ふじわらの やすまさ）、「平維衡」（たいらの これひら）、「平致頼」（たいらの むねより）の4人を示している。
| サブスタブ | この項目は、まだ閲覧者の調べものの参照としては役立たない、書きかけの項目です。この項目を加筆・訂正などしてくださる協力者を求めています。このテンプレートは分野別のサブスタブテンプレートやスタブテンプレート（Wikipedia:分野別のスタブテンプレート参照）に変更することが望まれています。 |